# گیر تفیت
گیر تفیت (انگلیسی: Geirr Tveitt; ۱۹ اکتبر ۱۹۰۸ – ۱ فوریهٔ ۱۹۸۱) آهنگساز، نوازنده پیانو، و رهبر (موسیقی) اهل نروژ بود.